# Пенья Ньето, Энрике
Энри́ке Пе́нья Нье́то (исп. Enrique Peña Nieto; род. 20 июля 1966, Атлакомулько, Мексика) — мексиканский политический деятель, президент Мексики с 2012 по 2018 год. В 2005—2011 годах был губернатором штата Мехико. Представитель Институционно-революционной партии.

## Биография
Окончил Панамериканский университет в Мехико и магистратуру по управлению бизнесом Технологического института Монтеррея.
С начала 90-х годов занимал различные посты в составе правительства штата Мехико, в 1993—1998 годах руководил аппаратом Секретариата экономического развития штата. В 1999—2000 годах был заместителем секретаря правительства, в 2000-2002 годах возглавлял Институт социальной безопасности штата Мехико и муниципалитетов (исп. Consejo Directivo del Instituto de Seguridad Social del Estado de México y Municipios) и был вице-президентом совета по комплексному развитию семьи (исп. Junta de Gobierno del Sistema para el Desarrollo Integral de la Familia). В 2003—2004 годах был депутатом местного парламента. В 2005 году стал единым кандидатом от Институционно-революционной партии и Партии зелёных на выборах в губернаторы штата Мехико и победил на них, набрав 49 % голосов. На посту губернатора уделял особое внимание строительству скоростных автодорог и развитию общественного транспорта для улучшения связи штата с федеральным округом Мехико, а также развитию здравоохранения.
В конце 2011 года ушёл с поста губернатора и зарегистрировался кандидатом в президенты. Другие возможные кандидаты от ИРП сняли свои кандидатуры, и Пенья стал единым кандидатом от партии. Победил на выборах, набрав 38,21 % голосов (в Мексике не проводится второй тур).

## Личная жизнь
В 1993 году Пенья Ньето женился на Монике Претелини (1963 - 2007). У пары было трое детей: Паулина, Алехандро и Николе Пенья Претелини. 11 января 2007 года его супруга скончалась в результате эпилептического припадка. Тогда же на троих детей Пеньи от первого брака было совершено покушение в штате Веракрус; погибли четыре телохранителя. Также у Пеньи Ньето двое внебрачных детей: Диего Пенья Диас, сын от Марицы Диас Эрнандес, и другой ребёнок от неизвестной женщины, умерший в детстве.
В 2010-2018 гг был женат на известной актрисе телесериалов Анхелике Ривере, у которой от предыдущего брака было трое детей. 
Согласно прессе, несколько лет назад новый президент бросил курить, однако по-прежнему продолжает использовать жевательную резинку с никотином, чтобы окончательно победить вредную привычку. Он любит совершать утренние пробежки и иногда сыграть партию в гольф.

## Награды иностранных государств
| Страна            | Дата            | Награда                                                                                          | Награда                                                                                          | Литеры |
| ----------------- | --------------- | ------------------------------------------------------------------------------------------------ | ------------------------------------------------------------------------------------------------ | ------ |
| Коста-Рика        | 19 февраля 2013 | Кавалер Большого креста с Золотой звездой Национального ордена Хуана Мора Фернандеса             | Кавалер Большого креста с Золотой звездой Национального ордена Хуана Мора Фернандеса             |        |
| Португалия        | 2 июня 2014     | Кавалер Большой цепи ордена Инфанта дона Энрике                                                  | Кавалер Большой цепи ордена Инфанта дона Энрике                                                  | GColIH |
| Испания           | 6 июня 2014     | Кавалер цепи ордена Изабеллы Католической                                                        | Кавалер цепи ордена Изабеллы Католической                                                        |        |
| Перу              | 17 июля 2014    | Кавалер Большого креста с бриллиантами ордена Солнца Перу                                        | Кавалер Большого креста с бриллиантами ордена Солнца Перу                                        |        |
| Великобритания    | 3 марта 2015    | Рыцарь Большого креста ордена Бани                                                               | Рыцарь Большого креста ордена Бани                                                               | GCB    |
| Бразилия          | 26 мая 2015     | Кавалер Большого креста ордена Южного Креста                                                     | Кавалер Большого креста ордена Южного Креста                                                     |        |
| Испания           | 19 июня 2015    | Кавалер цепи ордена Карлоса III                                                                  | Кавалер цепи ордена Карлоса III                                                                  |        |
| Гватемала         | 30 мая 2015     | Кавалер цепи ордена Освободителя Кетцаля                                                         |                                                                                                  |        |
| Саудовская Аравия | 17 января 2016  | Кавалер цепи ордена короля Абдель-Азиза                                                          | Кавалер цепи ордена короля Абдель-Азиза                                                          |        |
| Кувейт            | 20 января 2016  | Кавалер цепи ордена Мубарака Великого                                                            | Кавалер цепи ордена Мубарака Великого                                                            |        |
| Дания             | 13 апреля 2016  | Рыцарь ордена Слона                                                                              | Рыцарь ордена Слона                                                                              | R.E.   |
| Италия            | 21 июня 2016    | Кавалер Большого креста декорированного лентой ордена «За заслуги перед Итальянской Республикой» | Кавалер Большого креста декорированного лентой ордена «За заслуги перед Итальянской Республикой» |        |
| Аргентина         | 29 июля 2016    | Кавалер цепи ордена Освободителя Сан-Мартина                                                     | Кавалер цепи ордена Освободителя Сан-Мартина                                                     |        |